# Tiber (kulle i Antarktis)
Tiber är en kulle i Antarktis. Den ligger i Västantarktis. Argentina, Chile och Storbritannien gör anspråk på området.
Terrängen runt Tiber är varierad. Havet är nära Tiber åt sydväst. Trakten är obefolkad. Det finns inga samhällen i närheten. 